# Marco Großkopf
Marco Großkopf (geboren am 10. Juli 1877 als Moritz Großkopf in Paks, Ungarn, Österreich-Ungarn; gestorben am 28. April 1935 in Berlin) war ein Dirigent und Theaterdirektor.

## Leben und Wirken
Er war ein Sohn von Jacob Großkopf (* 1851), eines Oberkantors der israelitischen Hauptgemeinde in Frankfurt am Main. Marco Großkopf besuchte die Realschule und das Raffsche Konservatorium dort und wurde 1897 Korrepetitor der Oper. Ab 1898 war er Kapellmeister in Duisburg, Colmar und Wiesbaden. 1902 wurde er Musikdirektor und Professor an der (Serbischen?) Domkathedrale in Temeswar. Seit 1904 hatte Marco Großkopf leitende musikalische Funktionen in Wiesbaden, Mainz, Berlin und Wien, danach in Budapest und Brünn inne.
1921 wurde er Direktor des Stadttheaters in Leitmeritz, danach in Leipzig, Tilsit, Leipzig und seit 1928 an der Komischen Oper Berlin.
Marco Großkopf wurde 1933 wegen seiner jüdischen Herkunft aus der Reichsmusikkammer ausgeschlossen.
Er komponierte Lieder und Chorwerke. Marco Großkopf war zweimal verheiratet und hatte fünf Kinder aus der ersten Ehe.